# Pružina
Pružina (Hongaars: Barossháza) is een Slowaakse gemeente in de regio Trenčín, en maakt deel uit van het district Považská Bystrica.
Pružina telt 1.965 inwoners.

## Geboren
- Gábor Baross (1848-1892), Hongaars minister